# The Wilderness
Pour les articles homonymes, voir Wilderness.
Albums de Explosions in the Sky
Take Care, Take Care, Take Care
The Wilderness est le septième album studio du groupe de post-rock américain Explosions in the Sky. Sorti le 1er avril 2016, l'album reçoit à sa sortie un accueil positif de la part de la critique spécialisée.

## Accueil
The Wilderness est accueilli positivement par la critique, obtenant un score de 80 sur 100 sur Metacritic basé sur 26 critiques. Dave Simpson de The Guardian décrit l'album comme étant une « épopée magnifiquement discrète » et lui attribue quatre étoiles sur cinq. Johnathan K. Dick déclare dans une critique publiée sur le site web musical Consequence of Sound que « The Wilderness prouve que Explosions in the Sky n'est pas en manque d'inspiration » et donne un B+ à l'album. Pitchfork donne à l'album une note de 8 sur 10 et affirme qu'il s'agit de « leur meilleur album depuis The Earth is Not a Cold Dead Place », ce dernier étant paru en 2003.

## Liste des pistes
1. Wilderness - 4:36
2. The Ecstatics - 3:12
3. Tangle Formations - 5:34
4. Logic of a Dream - 6:37
5. Disintegration Anxiety - 4:11
6. Losing the Light - 6:02
7. Infinite Orbit - 2:37
8. Colors in Space - 7:14
9. Landing Cliffs - 6:17